# Русских, Анатолий Александрович
Анатолий Александрович Русских (16 марта 1984, Алтайский край) — российский биатлонист, чемпион и призёр чемпионата России. Мастер спорта России.

## Биография
Родился 16 марта 1984 года в Алтайском крае.
В разное время представлял Алтайский край (Бийский район), Новосибирскую область, Ханты-Мансийский автономный округ.
На юниорском уровне становился победителем и призёром всероссийских соревнований (2003).
На взрослом уровне в 2007 году стал бронзовым призёром чемпионата России в командной гонке в составе сборной ХМАО. Также в 2007 году стал победителем в первом в истории суперспринте в рамках чемпионата страны.
Завершил профессиональную карьеру в конце 2000-х годов. В дальнейшем принимал участие в любительских соревнованиях.
Учился в Педагогическом университете имени Шукшина.